# Still Sucks
Still Sucks é o sétimo álbum de estúdio da banda americana de nu metal Limp Bizkit, lançado em 31 de outubro de 2021 pela Suretone Records. Depois que a formação original se reuniu em 2009, o quinto álbum da banda, Gold Cobra, foi lançado em 2011. Eles deixaram a Interscope e assinaram com a Cash Money Records em fevereiro de 2012, com tentativas de lançar um novo álbum sob o nome Stampede of the Disco Elephants. O primeiro single pretendido, "Lightz (City of Angels)" foi lançado em 26 de outubro de 2012. Depois de muitos atrasos, o segundo single do álbum, "Ready to Go", com participação do colega de gravadora Lil Wayne, foi lançado em 16 de abril de 2013.
Em novembro de 2013, a banda lançou um novo single, "Thieves", uma versão cover da banda de metal industrial Ministry. Outro single, "Endless Slaughter" foi lançado em 1º de agosto de 2014, por meio do site da banda, para download gratuito. Após vários atrasos, o álbum era esperado no início de 2014. A banda deixou oficialmente a Cash Money Records em 26 de outubro de 2014, declarando, "Enquanto nos divertíamos muito fazendo 'Ready to Go' com Lil Wayne, que se tornou uma ótima música, entendemos que eles queriam seguir um caminho diferente de forma criativa, mas ainda temos respeito por todos na Cash Money e olhamos para o futuro e o lançamento de Stampede of the Disco Elephants”.
O álbum permaneceu com a produção parada por anos, sem data de lançamento definida. O guitarrista Wes Borland já havia completado a composição e execução das guitarras para o disco, mas afirmou no final de 2017 que o vocalista Fred Durst ainda estava trabalhando em suas partes, e novamente reiterou o progresso da banda em novembro de 2018. Em julho de 2017, Durst afirmou no Instagram que o álbum já estava disponível online por um ano e meio no Soulseek, mas Borland refutou dizendo que “não sabia do que [Durst] estava falando”. Todas as quatro canções que foram publicadas publicamente entre 2012 e 2014 foram removidas do álbum.

## Antecedentes
Depois do lançamento de Gold Cobra em 2011 e da turnê subsequente, o Limp Bizkit deixou sua gravadora de longa data, a Interscope Records, em dezembro do mesmo ano em função de diferenças criativas e baixo número de vendas do álbum. Em 24 de fevereiro, o Limp Bizkit fechou com a gravadora Cash Money Records, e revelou planos de lançar um novo single, "Ready to Go", além de um álbum completo e de uma sequência para o seu trabalho de 2005, The Unquestionable Truth (Part 1). O co-fundador da Cash Money, Birdman, disse, "se nós encontramos um grande talento, nós o abraçamos. Limp Bizkit, para mim, é uma combinação perfeita para nós... Era algo que Fred Durst estava interessado em fazer, e eu já era um fã, e eu estava tipo, 'vamos lá'. É bom para a marca, trará um olhar diferente para nós, e estamos definitivamente tentando expandir para esse lado da música."

"Como artista e como alguém que já fechou com artistas, eu posso dizer sem dúvida que a Cash Money está triunfante na cena. O que me atraiu ao selo não foi só seu ótimo gosto e trabalho, mas sua crença nos seus artistas e a atmosfera familiar. Eles permitem seus artistas serem eles mesmos e encorajam trabalho criativo e desenvolvimento contínuo"

—Vocalista Fred Durst, quanto ao motivo pelo qual o Limp Bizkit fechou com a Cash Money Records
No entanto, após uma divergência entre o vocalista Fred Durst sobre seus "hábitos festivos" e abuso de drogas com John Otto, DJ Lethal foi demitido da banda em março de 2012.
O guitarrista Wes Borland lançou um segundo álbum de estúdio com seu projeto paralelo Black Light Burns em meados de 2012 e fez uma turnê de divulgação do álbum ao longo do mesmo ano. Foi apenas em dezembro que a primeira oferta pela banda da Cash Money foi vista. Uma canção chamada "Lightz (City of Angels)" vazou prematuramente via YouTube. Em outubro de 2012, DJ Lethal postou um pedido de desculpas usando sua conta no Twitter e foi aceito de volta pela banda, mas foi demitido novamente e deixado de fora de sua turnê de 2013 nos Estados Unidos, substituído pelo DJ Skeletor.
Em dezembro de 2015, houve rumores de que Durst estaria postergando o lançamento porque não estava feliz com as gravações. Em fevereiro de 2016, a Metal Injection informou que a banda ainda estava em estúdio gravando o novo álbum. Wes Borland deu uma atualização em junho de 2021 quanto ao álbum, detalhando as batalhas internas em busca do mesmo: 
Nós temos estado provavelmente, nos últimos dez anos, dentro do estúdio para testar [as músicas] e completar o álbum — devo dizer — sete vezes, em estúdios diferentes. E nós temos trabalhado nas coisas, trabalhado nas coisas, trabalhado nas coisas. E Fred [Durst] tem estado consistentemente meio insatisfeito com a visão sobre o trabalho, eu acho... Temos provavelmente 35 músicas gravadas instrumentalmente, e ele fez os vocais nelas e então jogou os vocais fora — terminou os vocais e então, 'nem pensar!', e jogou tudo fora. Então eu acho que ele finalmente chegou num ponto onde ele vai escolher um grupo dessas músicas com as quais ele por fim está em paz, e finalizá-las e nós terminaremos o disco. Então, cruzemos os dedos!
No Lollapalooza em Chicago, IL, em julho de 2021, a banda terminou seu set com uma música chamada "Dad Vibes", que Durst disse ser do próximo álbum. Além disso, uma faixa de hip-hop chamada "Turn It Up, Bitch!" de acordo com DJ Lethal, tem sido usada como final para shows em Chicago e Wallingford, sendo anunciada neste último como a quarta faixa do novo álbum.

## Gravação e composição

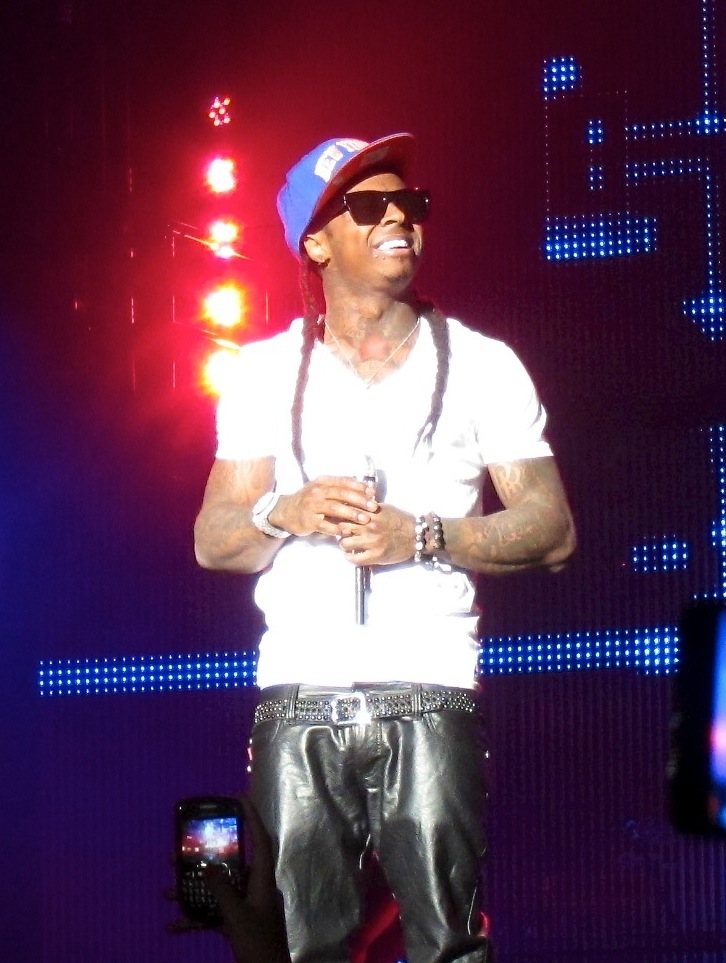
O rapper e ex-colega de gravadora Lil Wayne executou os vocais convidados em "Ready to Go".

A banda começou a trabalhar no álbum em 2012, quando assinou com a Cash Money. O single "Ready to Go" foi produzido pelo produtor de hip hop Polow da Don. Durst disse então à Billboard que estava dando os toques finais na faixa em março de 2013.
Em sua crítica positiva do single, a Artistdirect escreveu: "'Ready to Go' parece uma banda re-despertada de várias maneiras. Ao mesmo tempo, é o Bizkit que o mundo conhece e ama de Significant Other e Chocolate Starfish and the Hot Dog Flavored Water".
Em maio de 2013, em meio a sua turnê pelos Estados Unidos, Borland disse à Billboard: "Estamos realmente tentando resolver isso aqui. Terminamos com a maior parte da música, quase todas as músicas. Eu mixei duas músicas e tenho muito mais mixagens para fazer. As letras e os vocais estão provavelmente 30% prontos, e Fred está trabalhando enquanto falamos, em turnê." Descrevendo o som do álbum, ele disse: "[É] um pouco mais livre de pressão e um pouco mais divertido. Eu acho que é um pouco mais divertido, arriscar, um pouco menos do tipo de estrutura pop. Não quero dizer (que soa) 'mais jovem', mas talvez um pouco mais despreocupado, musicalmente, num ponto em que não pensamos demais no que estamos fazendo. Estamos deixando erros e pensando, 'Oh, isso parece ótimo, mantém isso.' Essa é a forma de pensar, em vez de polir demais ou tentar ficar dentro dos parâmetros de uma fórmula." Ele também disse que o produtor Ross Robinson (que produziu anteriormente o álbum de estreia da banda e The Unquestionable Truth (Parte 1) ) trabalhou "um pouco" no álbum, junto com o produtor da gravadora, Detail, embora tenha sido principalmente "um processo do tipo 'faça você mesmo'". Ele explicou o título do álbum, dizendo: "[É] uma bobagem. Acho que vimos um elefante de bola de espelhos na vitrine de uma loja em algum lugar. Nós pensamos, 'Olha, é um elefante de discoteca. Devíamos chamar nosso álbum de Stampede of the Disco Elephants ("debandada dos elefantes de discoteca"). Foi só uma conversa de 10 segundos que cresceu como uma bola de neve."
Em uma entrevista à BBC de outubro de 2018 com o vocalista do Bring Me the Horizon, Oliver Sykes, foi revelado que ele e Jordan Fish (o tecladista da banda e também produtor ao lado de Sykes) foram originalmente para Los Angeles para ajudar a escrever o álbum com a banda no ano anterior, no entanto, o trabalho nele seria posteriormente abandonado e a dupla decidiu mover sua atenção para o trabalho para o álbum Amo, de 2019. De acordo com Sykes, Durst "não aparecia na maioria das vezes" e mais tarde diria que sentiu que Durst ainda não estava pronto para gravar o álbum. Um dos riffs escritos a partir dessas sessões é usado para a música Wonderful Life, de Bring Me the Horizon, que aparece no álbum Amo.

## Anúncio e atrasos
O álbum foi anunciado pela primeira vez no início de 2012, com a intenção de lançá-lo até o final do ano. O álbum sofreu muitos atrasos desde seu anúncio e em 2016, estava em um inferno de desenvolvimento. Durante uma entrevista / conversa com o podcast Someone Who Isn't Me que ocorreu em setembro de 2016, o guitarrista Wes Borland disse que não tinha certeza das ideias de Fred Durst para o álbum, embora o plano original fosse fazer música no espírito de Paul's Boutique, dos Beastie Boys. Borland explicou que Durst estava trabalhando nos vocais "on e off" para o álbum, mas não ficou satisfeito com o resultado. Enquanto Borland prefere "fazer tudo e apenas lançar" para capturar o momento, o método de Durst é "continuar trabalhando em algo até que esteja feliz com isso, mesmo que leve anos e anos", e expressou incerteza sobre quando o álbum seria lançado, se alguma vez. Em 21 de julho de 2017, Durst afirmou em uma entrevista que havia lançado secretamente o álbum online um ano e meio antes, mas que é "trabalho [dos fãs] encontrá-lo". No entanto, Borland disse em outubro de 2017 que não tinha conhecimento do status do álbum, simplesmente que havia gravado "28 ou 29 músicas" nas quais Durst estava trabalhando longe dos outros membros, antes que a Borland mixasse o produto final.

## Divulgação
Borland afirmou em 2013 que o álbum seria concluído em agosto, e que a banda esperava por uma data de lançamento em setembro. No entanto, em julho de 2013, Durst afirmou em um evento "Ask Me Anything" do Reddit que o registro será lançado no primeiro trimestre de 2014.
O pretendido primeiro single oficial do álbum, "Ready to Go", com Lil Wayne foi lançado em março de 2013, no site oficial da banda como um download gratuito e, em 16 de abril, como um single digital no iTunes e Amazon e o videoclipe, dirigido por Durst, foi lançado em 22 de julho. Em 20 de agosto de 2013, Limp Bizkit postou em sua página do Facebook que um segundo single é esperado em breve. O lançamento foi logo confirmado para 1º de novembro de 2013. O segundo single acabou por ser "Thieves"; um cover da música do Ministry que eles tocaram ao vivo em Woodstock em 1999 e em muitos de seus sets ao vivo desde 1997, mas não lançaram uma versão de estúdio até 2013. Um mês depois, em 11 de dezembro, a faixa anteriormente vazada, "Lightz", foi lançada oficialmente como single promocional, junto com um videoclipe. A banda o rotulou como um "presente" para seus fãs.
Por meio de uma postagem oficial no Facebook em 30 de maio de 2014, o próximo single, "Endless Slaughter", foi confirmado. Referindo-se a ela como a primeira "experiência" de seu próximo álbum, a faixa está programada para ser lançada em fita cassete apenas durante os shows, com a banda encorajando potenciais ouvintes a investirem em um "BOOM BOX para seu prazer de ouvir analógico". O single já foi lançado como um download gratuito em seu site e, desde então, recebeu seu próprio videoclipe. A banda embarcaria em uma turnê europeia de 24 de junho a 4 de julho de 2014, seguida por 2 datas nos EUA e finalmente culminando em 16 de novembro no segundo Knotfest anual em Makuhari Messe, em Tóquio, onde Limp Bizkit se apresentará junto com os fundadores do festival Slipknot, os amigos de longa data Korn e outros artistas de heavy metal como Lamb of God, Five Finger Death Punch, Trivium e In Flames.
Em 6 de julho de 2019, a banda estreou a nova música "Out Of Style" (então provisoriamente intitulada "Wasteoid") ao vivo em Paris, França. A banda tocou uma gravação de estúdio de uma nova música intitulada "Dad Vibes" no final de sua apresentação no Lollapalooza em 2 de agosto de 2021, com Durst declarando que estava "fora de [seu] novo álbum", e eles lançaram como um single em 30 de setembro de 2021, marcando seu primeiro material inédito a ser lançado em 7 anos.
Em 19 de outubro de 2021, Durst postou uma enquete em seu story no Instagram, perguntando a seus seguidores se ele deveria lançar uma nova música por vez ou apenas lançar o álbum inteiro (12 músicas) de uma vez. O resultado da pesquisa foi fortemente favorável à última escolha. Em 24 de outubro, Fred mostrou uma visão parcial da capa de um novo álbum em sua história no Instagram e sugeriu que o álbum seria lançado no Halloween, o que acabaria se tornando realidade.

## Recepção
Pré-lançamento
O álbum recebeu notoriedade por seus repetidos atrasos, com Team Rock e The New Zealand Herald apelidando-o de "Chinese Democracy do nu metal". O álbum foi apresentado na prévia do The Atlantic em 2014 dos próximos álbuns, listando-o como um dos seus álbuns "não vale a pena se animar muito" e chamando o título do Disco Elephants de "terrível".

### Crítica especializada
| Críticas profissionais | Críticas profissionais |
| Avaliações da crítica  | Avaliações da crítica  |
| Fonte                  | Avaliação              |
| ---------------------- | ---------------------- |

O PRP diz que "o Still Sucks possui uma atmosfera improvisada e uma abordagem 'menos é mais' que se encaixa no status atual do grupo como uma luva" e observa que a "magia de riffs eclética de Wes Borland continua tão intrigante como sempre". Paul "Browny" Brown do Wall of Sound fez um review do álbum, afirmando que "Still Sucks mostrou sinais do que o Limp Bizkit faz tão bem no lado mais pesado da música, mas para mim, eles caíram por terra com alguns dos aspectos melódicos que conseguiram para se sair tão bem no passado." Nick Ruskell da Kerrang! comentou que "esta iteração sabidamente de meia-idade do Limp Bizkit é muito mais agradável e menos desagradável do que o seu eu mais jovem. Mas, mesmo assim, eles não perderam nada de sua grande energia Durst, e as piscadelas de conhecimento apenas se tornaram maiores e mais inteligentes." O redator da Sputnikmusic Simon K. deu ao álbum uma nota 3.8 / 5 e observou que o álbum "explode bem fora dos portões com Out of Style, Dirty Rotten Bizkit e Dad Vibes, entregando grooves clássicos, crocantes e sincopados sob os riffs elásticos multifacetados e expressivos de Borland, enquanto Durst agarra a música com suas rimas apertadas", mas criticou o curto tempo de execução do álbum e que não tem o tempo necessário para justificar todas aquelas faixas mais lentas"... e que as "escolhas artísticas arbitrárias tendem a procrastinar e atrasar o que funciona tão bem aqui."
O álbum foi eleito pela Loudwire como o 4º melhor álbum de rock/metal de 2021.

## Lista de faixas
Todas as faixas foram escritas por Fred Durst, John Otto, Sam Rivers e Wes Borland, exceto quando apontado.
Lista de faixas do Still Sucks
| N.º            | Título                          | Duração |  |
| 1.             | "Out of Style"                  |         |  |
| 2.             | "Dirty Rotten Bizkit"           |         |  |
| 3.             | "Dad Vibes"                     |         |  |
| 4.             | "Turn It Up, Bitch"             |         |  |
| 5.             | "Don't Change"                  |         |  |
| 6.             | "You Bring Out the Worst in Me" |         |  |
| 7.             | "Love the Hate"                 |         |  |
| 8.             | "Barnacle"                      |         |  |
| 9.             | "Empty Hole"                    |         |  |
| 10.            | "Pill Popper"                   |         |  |
| 11.            | "Snacky Poo"                    |         |  |
| 12.            | "Goodbye"                       |         |  |
| Duração total: | Duração total:                  | 31:55   |  |

## Músicos
Limp Bizkit
- Fred Durst - vocais principais
- Wes Borland - guitarras, vocais
- Sam Rivers - baixo
- John Otto - bateria
- DJ Lethal - toca-discos, samples, programação

Produção
- Fred Durst - produção
- Zakk Cervini - produção
- DJ Lethal - produção de "Turn It Up, Bitch", "Snacky Poo"
- Purps - produção de "Dad Vibes"
- Wes Borland - design de arte da capa, direção de arte, ilustração[40]